# Expresión ectópica
La expresión ectópica es la  expresión de un gen en un tejido donde no se expresa normalmente. 
El término también se refiere a la expresión de un gen en un punto del ciclo celular o del desarrollo del organismo en el que no es expresado en condiciones normales. 
Puede deberse a una enfermedad, o ser producida artificialmente.
Es posible causar la expresión ectópica de un gen introduciendo un transgén con un promotor modificado en el organismo diana (transfección transitoria o estable), o utilizando el sistema GAL4-UAS. La expresión ectópica se utiliza a fin de obtener una mayor comprensión de las funciones de un gen determinado.